# Liste der Monuments historiques in Bouvines
Die Liste der Monuments historiques in Bouvines führt die Monuments historiques in der französischen Gemeinde Bouvines auf.

## Liste der Bauwerke
| Bezeichnung      | Beschreibung             | Standort               | Kennzeichnung | Schutzstatus | Datum | Bild |
| ---------------- | ------------------------ | ---------------------- | ------------- | ------------ | ----- | ---- |
| Kirche St-Pierre | Erbaut von 1880 bis 1889 | Rue Félix-Dehau (Lage) | PA00107387    | Classé       | 2010  |      |

## Liste der Objekte
| Bezeichnung                               | Beschreibung | Standort                       | Kennzeichnung | Schutzstatus | Datum | Bild           |
| ----------------------------------------- | --- | ------------------------------ | ------------- | ------------ | ----- | -------------- |
| Beichtstuhl                               | Holz, 18./19. Jahrhundert                                                                                        | in der Kirche St-Pierre (Lage) | PM59008436    | Inscrit      | 1973  |                |
| Glocke                                    | Bronze, 1403 gegossen                                                                                            | in der Kirche St-Pierre (Lage) | PM59000181    | Classé       | 1906  |                |
| Skulptur Pietà                            | Holz, polychrom gefasst, 16. Jahrhundert                                                                         | in der Kirche St-Pierre (Lage) | PM59008437    | Inscrit      | 1973  |                |
| 21 Bleiglasfenster: Schlacht bei Bouvines | Zwischen 1889 und 1906, Atelier Charles Champigneulle und Emmanuel Champigneulle, nach Kartons von Pierre Fritel | in der Kirche St-Pierre (Lage) | PM59008438    | Inscrit      | 1973  | weitere Bilder |
| Ölgemälde Schlacht bei Bouvines           | Holz, 1851 | in der Kirche St-Pierre (Lage) | PM59000182    | Classé       | 1975  |                |